# Yu Gwan-sun
Yu Gwan-sun (유관순), född 17 november 1902, död 28 september 1920, var en koreansk frihetsaktivist under det japanska styret av Koreahalvön. 
När Yu var 16 år studerade hon vid skolan Ewha Hakdang i Seoul, som var den första moderna utbildningsinstitutionen för kvinnor i Korea. Där blev hon involverad i den koreanska frihetsrörelsen. Tillsammans med sina skolkamrater gick hon ut på gatorna i Seoul 1 mars 1919 och krävde Koreas frigörelse från Japan. För att undertrycka protesterna beordrade de japanska myndigheterna att alla skolor skulle vara stängda under mars. 1 april 1919 deltog Yu tillsammans med sin far i en fredlig protest i sin hemstad. Ungefär 3 000 personer deltog i protesten och viftade med den koreanska flaggan. Den japanska polisen ingrep och sköt mot demonstranterna. 19 personer dödades, bland andra Yus föräldrar. Yu arresterades och sändes till det ökända Seodaemun-fängelset i norra Seoul.
Under den nationella helgdagen Samiljeol (삼일절) som hålls den 1 mars varje år besöker många koreaner en liten cell som kallas för "유관순굴" (굴 betyder "grotta"). Detta är den lilla cell under marken där hon hölls fången utan tillgång till solljus.